# اینواوئه ماساشیگه
اینواوئه ماساشیگه (به ژاپنی: 井上 政重 Inoue Masashige) (۱۵۸۵–۲۷ مارس ۱۶۶۱) یک چهره مهم در اوایل دوره ادو در ژاپن بود. وی نقش مهمی در آزار و اذیت و ریشه کن کردن مسیحیان در ژاپن بازی کرد. اینوئوئه ماساشیگه مشاور کمپانی هند شرقی هلند در استان ناگاساکی بود. در سال ۱۶۳۸ به عنوان فرستاده ویژه برای سرکوب شورش شیمابارا به کیوشو فرستاده شد.
او از سال ۱۶۳۲ تا سال ۱۶۵۸ در مقام اومتسوکه مقام ارشد سانسورکنندگان در شوگون‌سالاری توکوگاوا مشغول به کار بود. در ماه مه ۱۶۴۳، جوزپه کیارا، که در ولایت چیکوزن اسیر شده بود، در ژوئیه همان سال به ادو منتقل شد و برای بازپرسی به عمارت اینواوئه ماساشیگه سپرده شد.